# ラ・グラナダ
『ラ・グラナダ』は宝塚歌劇団で上演された舞台作品。

## 星組　宝塚大劇場公演
形式名は「グランド・レビュー」。
17場。
併演は『なよたけの恋』。
1965年10月30日から11月30日まで本公演があり、同年11月16日に新人公演があった。

### スタッフ
- 作・演出：内海重典
- 音楽：吉崎憲治、中井光晴、寺田瀧雄
- フラメンコ・ギター演奏：谷口吉弘
- 音楽指導：溝口尭
- 振付：渡辺武雄、河上五郎、山田卓、山田裕子
- 装置：渡辺正男
- 衣装：真野誠二
- 照明：北辻芳一、久保安太郎
- 小道具：生島道正
- 効果：村上茂
- 録音：松永浩志
- 演出助手：酒井澄夫、岡田敬二
- 振付助手：鈴木武

### 主な出演
本公演
- ジュリオ：上月晃
- ミシェル：大空美鳥
- フラスキータ：高城珠里
- パブロ：千波淳
- アルフォンゾ：南原美佐保
- ジプシーの首領：天城月江、立花公子
- エンリコ：鳳蘭
- ドミンゴ：大滝子

新人公演
- 南原美佐保
- 富士ます美
- 直木玉美
- 大滝子

## 星組　東京宝塚劇場公演
併演は『京の川』。
1966年9月3日から9月28日まで公演があった。

### 主なスタッフ
- 内海重典